# Carl Safina
Carl Safina (Brooklyn, 1955) è un biologo statunitense. È autore di numerosi libri ed altri scritti sulla relazione tra gli esseri umani e il mondo naturale. I suoi libri, come Song for the Blue Ocean e Eye of the Albatross, come pure The View From Lazy Point; A Natural Year in an Unnatural World, e Al di là delle parole, hanno vinto vari premi letterari. Ha fondato il Safina Center, ed è professore ordinario alla Stony Brook University dove fa ricerche in scienze oceaniche. È co-presidente dell'Alan Alda Center for Communicating Science. Safina è anche ospite della trasmissione PBS series, col titolo Saving the Ocean with Carl Safina.

## Biografia
Le opere di Safina hanno lo scopo di mostrare che la natura e la dignità umana hanno bisogno l'una dell'altra. I suoi lavori sondano i modi in cui il rapporto dell'uomo con il mondo naturale influenza le relazioni umane e in che modo i fatti scientifici implicano la necessità di risposte morali ed etiche.
Le sue prime ricerche si sono concentrate sull'ecologia degli uccelli marini. Negli anni '90 ha portato le problematiche della pesca nella tematica ambientale. Ha condotto campagne per vietare le reti da posta derivanti in alto mare, per riscrivere la legge federale sulla pesca negli Stati Uniti, per lavorare verso la conservazione internazionale di tonni, squali e altri pesci, e per ottenere l'approvazione di un trattato globale delle Nazioni Unite sulla pesca.
Safina, che ha un dottorato di ricerca in ecologia presso la Rutgers University, è autore di oltre cento pubblicazioni scientifiche e divulgative. Il suo lavoro è stato presentato nel National Geographic e nel The New York Times.
Nel 2018 ha vinto il Premio letterario Merck Serono con il saggio Al di là delle parole.

## Opere
- Song for the Blue Ocean: Encounters Along the World's Coasts and Beneath the Seas, Henry Holt and Co., 1998, ISBN 978-0-8050-4671-7.
- Eye of the Albatross: Views of the Endangered Sea, Henry Holt and Co., 2002, ISBN 978-0-8050-6228-1.
- Voyage of the Turtle: In Pursuit of the Earth's Last Dinosaur, Henry Holt and Co., 2006, ISBN 978-0-8050-7891-6.
- Nina Delmar: The Great Whale Rescue, Illustrazioni di Dawn Navarro Ericson, Blue Ocean Institute, 2010, ISBN 978-0-9785417-0-5.
- A Sea in Flames: The Deepwater Horizon Oil Blowout, Crown Publishers, 2011, ISBN 978-0-307-88735-1
- The View from Lazy Point: A Natural Year in an Unnatural World, Henry Holt and Co, 2011, ISBN 978-0-8050-9040-6.
- Al di là delle parole. Che cosa provano e pensano gli animali (Beyond Words: What Animals Think and Feel, 2015), trad. Isabella C. Blum, Milano, Adelphi, 2018, ISBN 978-0-8050-9888-4.
- Animali non umani. Famiglia, bellezza e pace nelle culture animali (Becoming Wild: How Animal Cultures Raise Families, Create Beauty, and Achieve Peace, Henry Holt and Co.,2020), trad. Isabella C. Blum, Milano, Adelphi, 2022.